# Adolphe-André Porée
Adolphe-André Porée (auch Chanoine Porée; * 14. März 1848 in Bernay; † 28. Februar 1939 in Saint-Aubin-d’Écrosville, Département Eure) war ein französischer Archäologe und Historiker. Er war Direktor der Gelehrtengesellschaft Société des antiquaires de Normandie („Antiquarische Gesellschaft der Normandie“), korrespondierendes Mitglied der Académie des Inscriptions et Belles-Lettres und korrespondierendes Mitglied des damaligen französischen Bildungsministeriums (Officier de l’Instruction Publique).

## Leben
Porées Familie kam aus Beaumont-en-Auge (Département Calvados), sein Vater leitete eine Färberei in Bernay. Porée selbst war sehr religiös und wurde im Alter von 23 Jahren Priester. 1871 wurde er Vikar am Kollegiatstift von Les Andelys. 1875 wurde er Pfarrer von Bournainville-Faverolles und verblieb in dieser Position für 53 Jahre. Tagsüber widmete er sich seiner Gemeinde und nachts widmete er sich archäologischen Studien. Sein besonderes Interesse galt Kirchen in Eure, die während des Premier Empire verkauft worden waren, wichtigen lokalen Persönlichkeiten und den Auswirkungen der Französischen Revolution. Außerdem war Porée Archivist der Diözese. In den Jahren 1890 bis 1892 unternahm er zum Zweck archäologischer Forschungen Reisen durch Frankreich, Belgien, Deutschland, die Schweiz und Italien.

## Leistungen
1882 entdeckte er zusammen mit Abbé de La Balle und Gaston Le Breton im alten Park des Schlosses Château de la Londe in Biéville-Beuville eine verloren geglaubte Statue von Pierre Puget (1622–1694), die Statue stand ursprünglich im Schloss von Le Vaudreuil und stellt Herakles dar, der die Hydra besiegt. Die Statue steht heute im Musée des Beaux-Arts de Rouen.
Als Porées wichtigstes Werk gilt die Histoire de l’abbaye du Bec. 1926 erhielt er das Ritterkreuz der Ehrenlegion (Chevalier de la Légion d’Honneur).
Nach seinem Tod wurden mehrere Straßen nach ihm benannt, zum Beispiel die Rue Chanoine Porée in Le Bec-Hellouin, Bournainville-Faverolles, Pont-Audemer und Bernay. 1964 wurde eine Stele zu seinem Andenken auf dem Friedhof von Bournainville errichtet, im Jahr 2000 wurde ein Raum des ehemaligen Pastorats (heutige Mairie) als Porée-Museum eingerichtet.

## Werke (Auswahl)
- Description du vitrail de Saint-Léger à Notre-Dame d’Andely. P. Bousrez, Tours 1877 (Gallica).
- Guide historique et descriptif de l’étranger aux Andelys. Caron, Les Andelys 1879.
- Notice sur la seigneurie et le château du Blanc-Buisson. F. Le Blanc-Hardel, Caen 1884 (Gallica).
- Guillaume de La Tremblaye, sculpteur et architecte, 1644–1715. F. Le Blanc-Hardel, Caen 1884 (Gallica).
- L’Hercule terrassant l’hydre de Lerne de Puget. Vve A. Lefèvre, Bernay 1884 (in Gallica).
- Un peintre bernayen : Michel Hubert-Descours, 1707–1775. J. et A. Lefèvre, Bernay 1889 (Gallica).
- Histoire de l’abbaye du Bec. Charles Herrissey, Évreux 1901 (Archive.org).
- Note sur Auguste Le Prévost et Charles Nodier. L. Gy, Rouen 1903 (Gallica).